# Comuna Bertea, Prahova
Bertea este o comună în județul Prahova, Muntenia, România, formată din satele Bertea (reședința) și Lutu Roșu.

## Așezare
Comuna se află în zona de munte din partea central-nordică a județului, nordul ei aflându-se în Munții Grohotiș, cu altitudinea maximă în vârful Sf. Ilie, de 1.588 m. Ea cuprinde mare parte din valea râului Bertea, un mic afluent al Vărbilăului. Comuna este traversată de șoseaua județeană DJ101T, care duce spre sud către comuna Aluniș, aflată la confluența Bertei cu Vărbilăul, și spre nord-vest către Valea Doftanei, pe un traseu nemodernizat.

## Demografie
Componența etnică a comunei Bertea
     Români (96,15%)
     Alte etnii (0%)
     Necunoscută (3,85%)
Componența confesională a comunei Bertea
     Ortodocși (92,52%)
     Creștini după evanghelie (2,55%)
     Alte religii (0,37%)
     Necunoscută (4,55%)
Conform recensământului efectuat în 2021, populația comunei Bertea se ridică la 2.701 locuitori, în scădere față de recensământul anterior din 2011, când fuseseră înregistrați 3.239 de locuitori. Majoritatea locuitorilor sunt români (96,15%), iar pentru 3,85% nu se cunoaște apartenența etnică. Din punct de vedere confesional, majoritatea locuitorilor sunt ortodocși (92,52%), cu o minoritate de creștini după evanghelie (2,55%), iar pentru 4,55% nu se cunoaște apartenența confesională.

## Politică și administrație
Comuna Bertea este administrată de un primar și un consiliu local compus din 11 consilieri. Primarul, Aurelian Boghici[*], de la Partidul Național Liberal, este în funcție din 2016. Începând cu alegerile locale din 2024, consiliul local are următoarea componență pe partide politice:
|  | Partid                          | Consilieri | Componența Consiliului | Componența Consiliului | Componența Consiliului | Componența Consiliului | Componența Consiliului |
|  | ------------------------------- | ---------- | ---------------------- | ---------------------- | ---------------------- | ---------------------- | ---------------------- |
|  | Partidul Național Liberal       | 5          |                        |                        |                        |                        |                        |
|  | Partidul Social Democrat        | 2          |                        |                        |                        |                        |                        |
|  | Blocul Suveranist Român⁠(d)      | 1          |                        |                        |                        |                        |                        |
|  | Alianța pentru Unirea Românilor | 1          |                        |                        |                        |                        |                        |
|  | Forța Dreptei                   | 1          |                        |                        |                        |                        |                        |
|  | Belciug Mihail-Cătălin          | 1          |                        |                        |                        |                        |                        |

## Istorie
În trecut, a făcut parte din fostul județ Saac (Săcuieni).
La sfârșitul secolului al XIX-lea, comuna Bertea făcea parte din plaiul Vărbilău din județul Prahova, și era formată doar din satul de reședință, cu 1303 locuitori. În comună funcționau 8 mori de apă pe pârâul Bertea și două biserici ortodoxe — una fondată în 1830 și alta în 1850. În 1925, comuna Bertea făcea parte din aceeași plasă Vărbilău și avea 2886 de locuitori.
În 1950, a fost inclusă în raionul Teleajen al regiunii Prahova și apoi (după 1952) al regiunii Ploiești. În 1968, a fost transferată din nou la județul Prahova, în componența actuală.

## Cultura
Țuica de Bertea este trecută în Registrul Produselor Tradiționale din România.
În anul 2009 a fost construită Casa etnografică Bertea.

## Monumente istorice

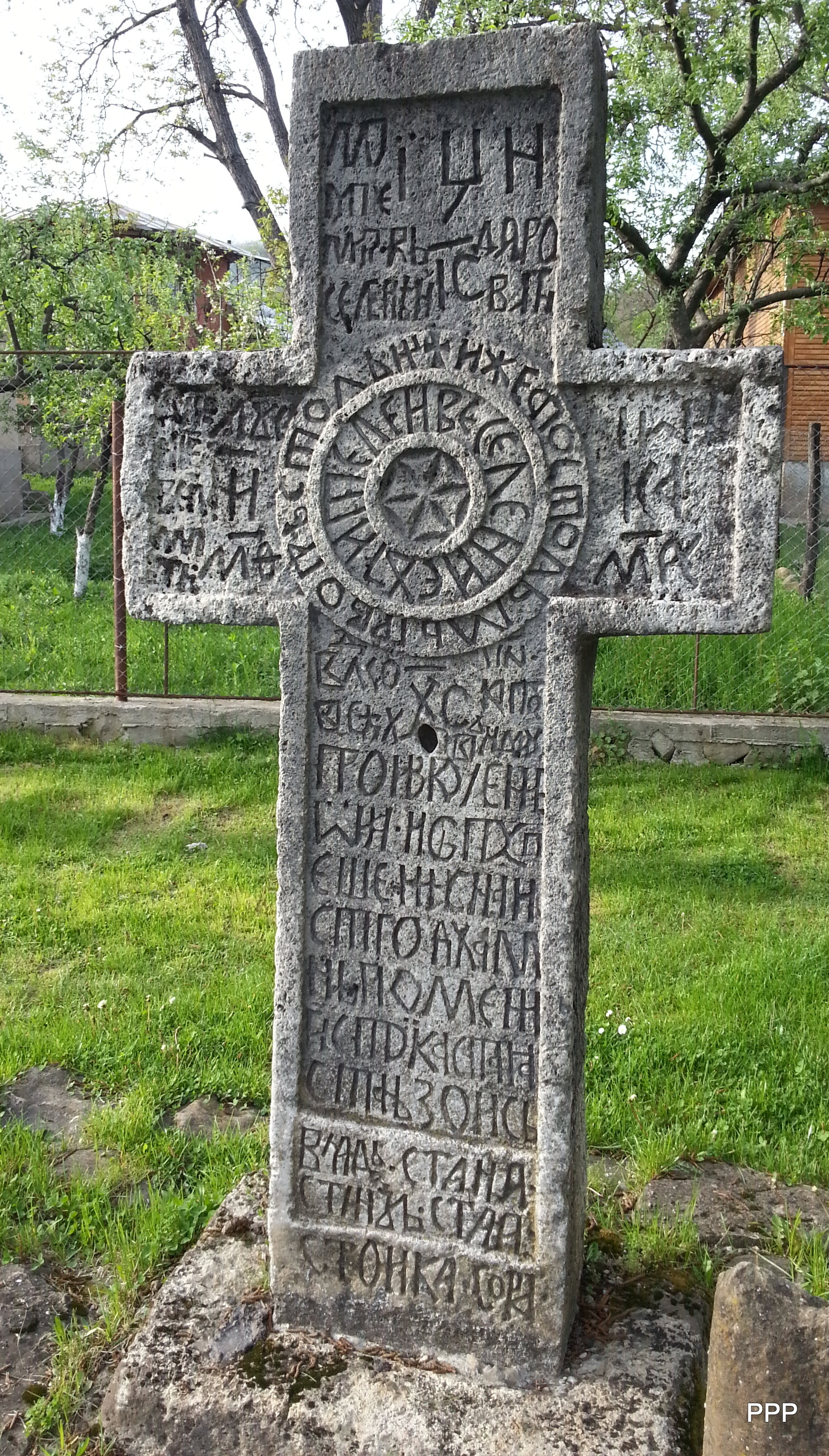
Crucea de piatră din 1598 din fața salonului de dans din Bertea

În comuna Bertea se află biserica „Sfinții Apostoli Petru și Pavel” (mijlocul secolului al XIX-lea), monument istoric de arhitectură de interes național. În rest, în comună mai există zece alte obiective incluse în lista monumentelor istorice din județul Prahova ca monumente de interes local, toate aflate în satul Bertea. Nouă dintre ele sunt clasificate ca monumente de arhitectură — hanul cu cârciumă și prăvălie Maria Lăcătuș (1900) și casele Constantin Tănase, Ioana Boghici, Ioana Șinca, Sorin Teleanu, Ion Vlădoiu, Cornel Cojocărel, Ioana Petrescu și Gheorghe Ștefan (toate datând de la sfârșitul secolului al XIX-lea și începutul secolului al XX-lea). Al zecelea obiectiv este crucea de pomenire (de drum) din piatră, datând din 1598 și aflată în fața salonului de dans, clasificată ca monument memorial sau funerar.